# یکی را دوست می‌دارم
 یکی را دوست می‌دارم  نام یک آلبوم موسیقی اثر معین، هنرمند سرشناس ایرانی است که در سبک پاپ و سنتی تهیه شده و دارای ۸ آهنگ است.

## فهرست آهنگ‌ها
یکی را دوست می‌دارم
| آلبوم یکی را دوست می‌دارم، شرکت ترانه ۱۳۶۵ |                                              |                |                |
| آهنگ                                      | ترانه سرا                                    | آهنگساز        | تنظیم          |
| یکی را دوست می‌دارم                        | مسعود امینی (آواز ابتدایی ایرج بقایی کرمانی) | معین           | کاظم رزازان    |
| راز                                       | قدمعلی سرامی                                 | حسن یوسف زمانی | نوید نَحوی      |
| محض رضای خدا                              | محمد حیدری                                   | محمد حیدری     | محمد حیدری     |
| قسم به عشق                                | شهره نظر                                     | جمشید شیبانی   | کاظم رزازان    |
| کوچه                                      | مسجدی                                        | معین           | حسن شماعی زاده |
| طنّاز                                      | لیلا کسری                                    | صادق نوجوکی    | صادق نوجوکی    |
| بیا دستَم بگیر                             | مسعود آذری                                   | حسن شماعی زاده | حسن شماعی زاده |
| دل بَلا                                    | عماد خراسانی                                 | جمشید شیبانی   | بیژن قادری     |